# مرتفعات آيسلندا

مرتفعات آيسلندا

مرتفعات أيسلندا (بالأيسلندية:Miðhálendið) هي مرتفعات تغطي معظم المناطق الداخلية من آيسلندا، وتقع على ارتفاع 400-500 متر وهي في معظمها صحراء بركانية غير صالحة للسكن، وذلك لأن المياه المندفعة بسرعة من أعلى مع المطر والثلج تتسرب إلى باطن الأرض التي هي غير متوافرة لنمو النبات، وبسبب الحمم والرماد البركاني يؤدي إلى تحول السطح إلى اللون الرمادي أو أسود أو بني، وقد عثر في بضع المناطق على بعض الواحات.
تصنيف مرتفعات آيسلندا على النحو التالي :
- هالس، بمعنى سلسلة جبلية واسعة بين الوديان، مثل واحد بالقرب من شمال لانغافتن في بورغارنيس.
- هايدي، بمعنى المرتفعات الحقيقية، مثل تلك التي على جانب طريق سبيرنغي ساندور.

معظم الأنهار الجليدية العديدة، مثل Vatnajökull، Langjökull وHofsjökull هي أيضا جزء من المرتفعات آيسلندا، وقد تم العثور على النباتات على شواطئ الأنهار الجليدية فقط.

## الطرق
المرتفعات يمكن عبورها فقط خلال فصل الصيف الآيسلندي (عادة ما يكون بين شهر يونيو إلى شهر أغسطس). بالنسبة لبقية أيام السنة يتم فيها إغلاق الطرق الجبلية. معظم الطرق الجبلية تتطلب سيارات من نوعية الدفع الرباعي، لأنه من الضروري وجودها لعبور نهر فورد. ومع ذلك يمكن بسهولة في طريق كجلور الجبلي أن يتم اجتيازة بواسكة السيارات العادية، وبالتالي فطريق كجلور الجبلي واحد من الطرق المرتفعة الأكثر شعبية في المنطقة لسهولة الوصول إليه وعبوره.
يمنع القيادة على الطرق الوعرة (الطريق في هذا السياق يعني المسارات التي هي موجودة بالفعل) تمامًا في أيسلندا التي لا يوجد فيها الثلوج، بما في ذلك المرتفعات لحماية البيئة.